# Servia (Grecia)
Servia (en griego: Σέρβια) es una localidad y municipio de la unidad periférica de Kozani, región de Macedonia Occidental, Grecia. En 2011, la población era de 3540 habitantes en la villa y 8611 habitantes en el término municipal. 

## Historia
Su nombre deriva del de los serbios, un pueblo asentado allí por el emperador bizantino Heraclio en la primera mitad del siglo VII. La mayoría de los serbios se mantuvo, sin embargo, en el norte, donde fundaron la nación histórica de Serbia. Desde 1882 hasta 1912, la ciudad de Servia fue la capital del Sanjak otomano de Serfije, que fue parte de un vilayato entre 1864 y 1877. Servia fue la sede del Obispado de Servia y Kozani hasta 1745. Después de ese año, la sede se trasladó a Kozani. El ejército griego entró en Servia el 10 de octubre de 1912, durante la Primera Guerra Balcánica, después de vencer al otomano en la batalla de Sarantaporo. A través de Servia pasa la carretera Nacional Griega 3, que es parte de la Ruta europea E65 y conecta Flórina y Kozani con Larissa.
En sus inmediaciones se encuentra un importante asentamiento prehistórico excavado por primera vez en 1930.